# آن سون-می
آن سون-می (انگلیسی: An Sun-mi؛ زادهٔ ۲ اوت ۱۹۷۲) بازیکن زن بسکتبال اهل کره جنوبی بود. وی در بازی‌های المپیک تابستانی ۱۹۹۶ شرکت کرده‌است.